# Agnello pasquale (Nuovo Testamento)

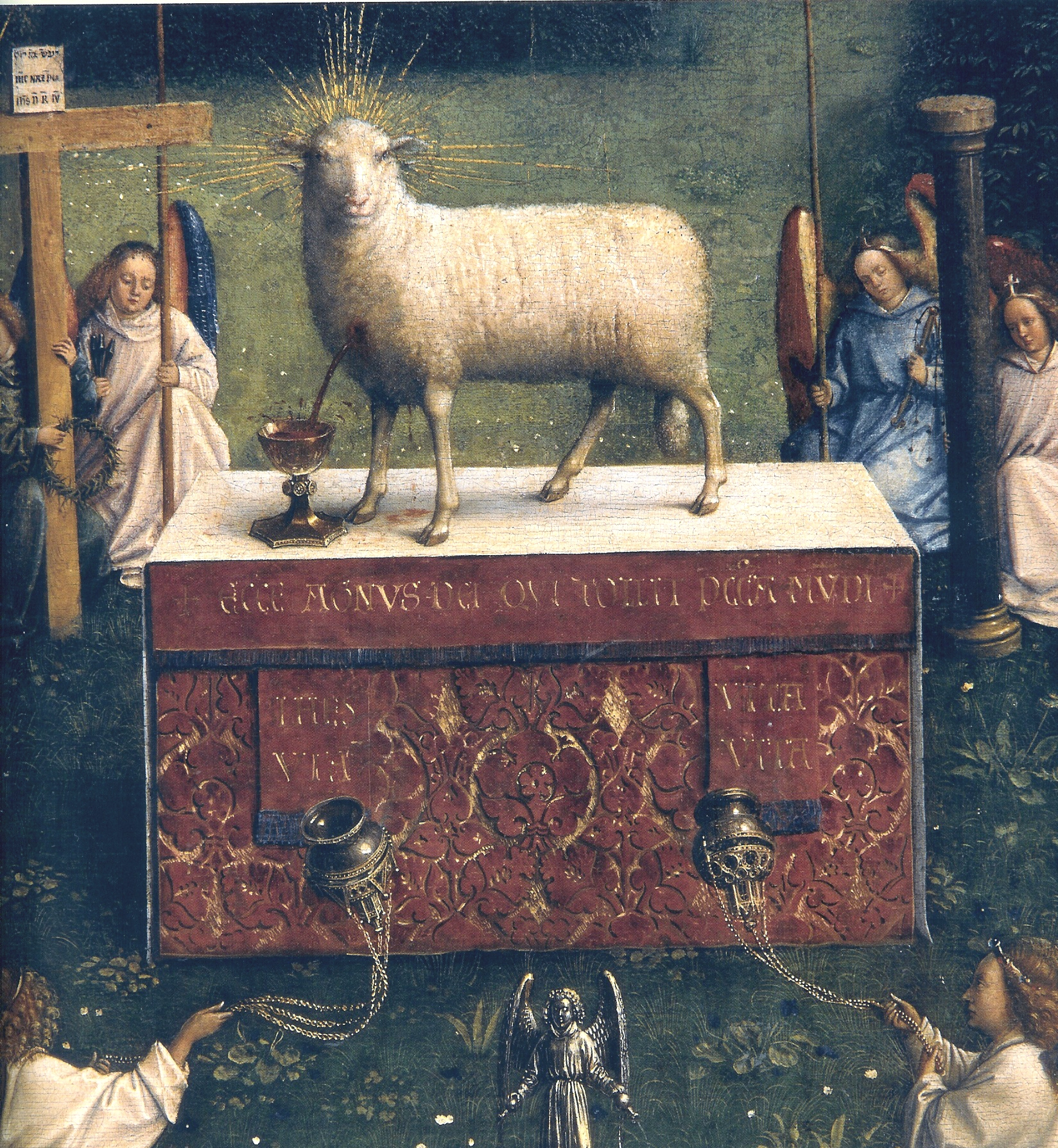
Particolare del Polittico dell'Agnello Mistico dei fratelli van Eyck 1432

L'Agnello pasquale del Nuovo Testamento è, per il cristianesimo, il figlio di Dio Gesù Cristo. Isaia circa settecento anni prima degli avvenimenti in esame, così lo descrive:

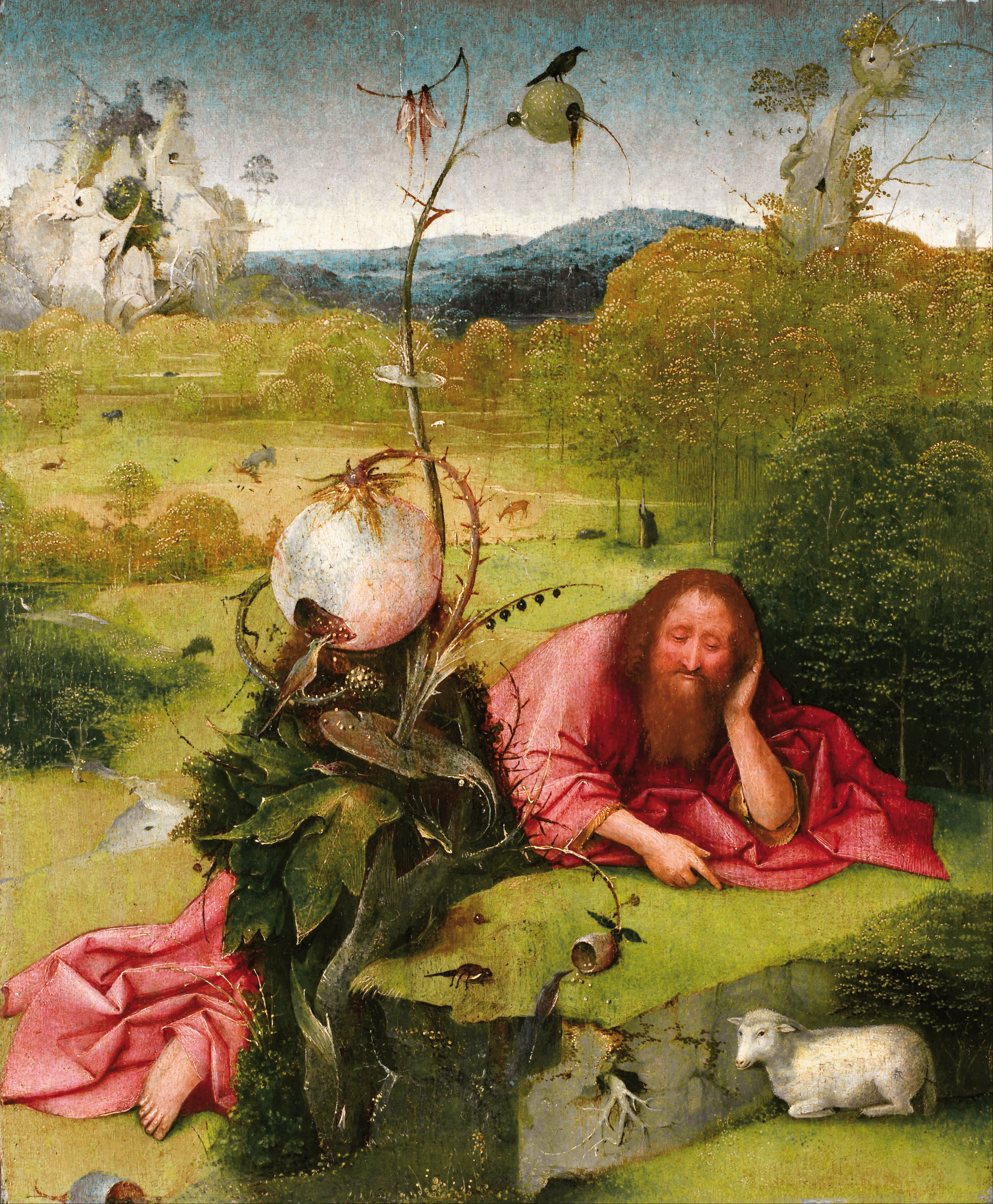
Hieronymus Bosch Giovanni Battista e l'agnello

Anche l'ultimo profeta per la cristianità Giovanni Battista lo chiama "agnello", quando Gesù si presenta presso il Giordano per ricevere il battesimo. Proclamazione che darà poi origine all'Agnus Dei della liturgia.
- Ecco l'agnello di Dio, ecco colui che prende su di sé il peccato del mondo (Gv 1,29).

In queste poche righe la Chiesa vede l'anello di congiunzione tra l'agnello pasquale del Vecchio Testamento e i tempi nuovi. L'agnello della tradizione ebraica veniva immolato il giorno precedente la Pasqua ebraica, e Gesù Cristo venne ucciso appunto in quel giorno. Altre corrispondenze tra l'Agnello pasquale e Cristo sono state trovate. Annie Jaubert, esegeta francese, tra il 1954 e il 1957 ne trovò molte altre, partendo dal testo dell'Esodo dove viene descritto come bisogna compiere questo sacrificio (Es 12,1 - 14,46):
- Il Signore disse a Mosè e ad Aronne nel paese d'Egitto: Questo mese sarà per voi l'inizio dei mesi, sarà per voi il primo mese dell'anno. Parlate a tutta la comunità d'Israele e dite: Il dieci di questo mese ciascuno si procuri un agnello per famiglia, un agnello per casa. Se la famiglia fosse troppo piccola per consumare un agnello, si assocerà al suo vicino, al più prossimo della casa, secondo il numero delle persone; calcolerete come dovrà essere l'agnello secondo quanto ciascuno può mangiare. Il vostro agnello sia senza difetto, maschio, nato nell'anno; potrete sceglierlo tra le pecore o tra le capre e lo custodirete fino al quattordici di questo mese: allora tutta l'assemblea della comunità d'Israele lo immolerà tra i due vespri. Preso un po' del suo sangue, lo porranno sui due stipiti e sull'architrave delle case, in cui lo dovranno mangiare. In quella notte ne mangeranno la carne arrostita al fuoco, la mangeranno con azzimi ed erbe amare. Non lo mangerete crudo, né bollito nell'acqua, ma solo arrostito al fuoco con la testa, le gambe e le viscere. Non ne dovete far avanzare fino al mattino: quello che al mattino sarà avanzato lo brucerete nel fuoco. Ecco in qual modo mangerete: con i fianchi cinti, i sandali ai piedi, il bastone in mano; lo mangerete in fretta. È la pasqua del Signore! In quella notte io passerò nel paese d'Egitto e colpirò ogni primogenito nel paese d'Egitto, uomo o bestia; così farò giustizia di tutti gli dei dell'Egitto. Io sono il Signore! Il sangue sulle vostre case sarà il segno che voi siete dentro: io vedrò il sangue e passerò oltre, non vi sarà per voi flagello di sterminio, quando io colpirò     il paese d'Egitto. Questo giorno sarà per voi un memoriale; lo celebrerete come festa del Signore: di generazione in generazione, lo celebrerete con un rito perenne. In una sola casa si mangerà: non ne porterai la carne fuori di casa; non ne spezzerete alcun osso.

- (Es 12,2) Questo mese sarà per voi l'inizio...
La messa a morte di Cristo, rappresenta per la cristianità, l'inizio di una nuova alleanza con Dio.
- (Es 12,3) Il dieci di questo mese.
Secondo il Vangelo di Marco (Mc 11, 12-18 e 14,1) il sinedrio decise di mettere a morte Gesù il 10 Nisan, primo mese del calendario lunare ebraico.
- (Es 12,5) Il vostro agnello sia senza difetto.
Come indicato dal profeta Isaia (Is 53,9) ... sebbene non avesse commesso violenza né vi fosse inganno nella sua bocca e (Is 53,11) ...il giusto mio servo giustificherà molti, egli si addosserà la loro iniquità. Anche nel Vangelo di Giovanni (Gv 8.46) Gesù proclama la sua assoluta innocenza e nelle Lettere cattoliche Pietro, nella sua prima lettera (1 PT 1,19), afferma che Gesù è l'agnello senza difetti e senza macchia.
- (Es 12,6) Lo custodirete fino al quattordici di questo mese.
Qui la ricercatrice francese fa riferimento a un calendario, il Calendario di Qumran, in Enciclopedia della Bibbia 2 (1969) pp. 35 –38, che farebbe spostare al martedì la celebrazione dell'Ultima Cena di Cristo invece che alla data celebrata dalla chiesa il Giovedì santo. Quindi Cristo sarebbe stato fatto prigioniero il martedì notte e imprigionato per i restanti tre giorni. Come l'agnello che gli israeliti sceglievano il lunedì (10 Nisan) e lo custodivano fino al venerdì (14 Nisan), per poi essere sacrificato.
- (Es 12,6) ... lo immolerà tra i due vespri.
Tra i due vespri, indicava tra mezzogiorno e il tramonto. Le prescrizioni di Mishna danno un'ora precisa le 14.30. Tutti i Vangeli sono concordi nell'indicare la data della morte di Gesù il venerdì 14 Nisan all'ora Nona, che corrisponde alle tre del pomeriggio nostre.
-(Es 12,8) In quella notte ne mangeranno la carne.
Gesù stesso dice durante l'ultima cena (Mt 26,26) Prendete e mangiate: questo è il mio corpo.
- (Es 12,9) ...arrostito al fuoco con la testa, le gambe e le viscere.
Per essere arrostito l'agnello veniva attraversato verticalmente da un bastone di melograno. San Giustino afferma che un secondo bastone veniva fatto passare orizzonzalmente attraverso le spalle per permettere alla carne di arrostire. Ancora una forte analogia con la Croce del supplizio di Gesù.
- (Es 12,46) Non ne spezzerete alcun osso.
L'ultimo paragrafo di questa descrizione del sacrificio dell'Agnello. Questa prescrizione non trova riscontro in altre liturgie sacrificali, ne suggerita da qualche motivo razionale. Ma calza perfettamente con quanto riferito da Giovanni, testimone della crocefissione e morte di Cristo. (Gv 10,32-36) Vennero dunque i soldati e spezzarono le gambe al primo e poi all'altro, che ara stato crocifisso insieme a lui. Venuti però da Gesù e vedendo che era già morto, non gli spezzaron le gambe... Questo infatti avvenne perché si adempisse la Scrittura:  Non gli sarà spezzato alcun osso.

## L’Agnello:Lo stemma di Cristo
La chiesa fa di questo simbolo lo stemma di Cristo. Spesso le grandi famiglie, nobili e potenti, pongono nei loro stemmi degli animali feroci come leoni o orsi oppure rapaci come l'aquila, a indicare la loro forza e potenza. La Chiesa ha scelto l'agnello, un animale che è esattamente l'opposto, appunto per indicare la sua intima filosofia: il debole e l'umile saranno innalzati e i potenti dispersi nei loro pensieri.